# Nico Sijmens

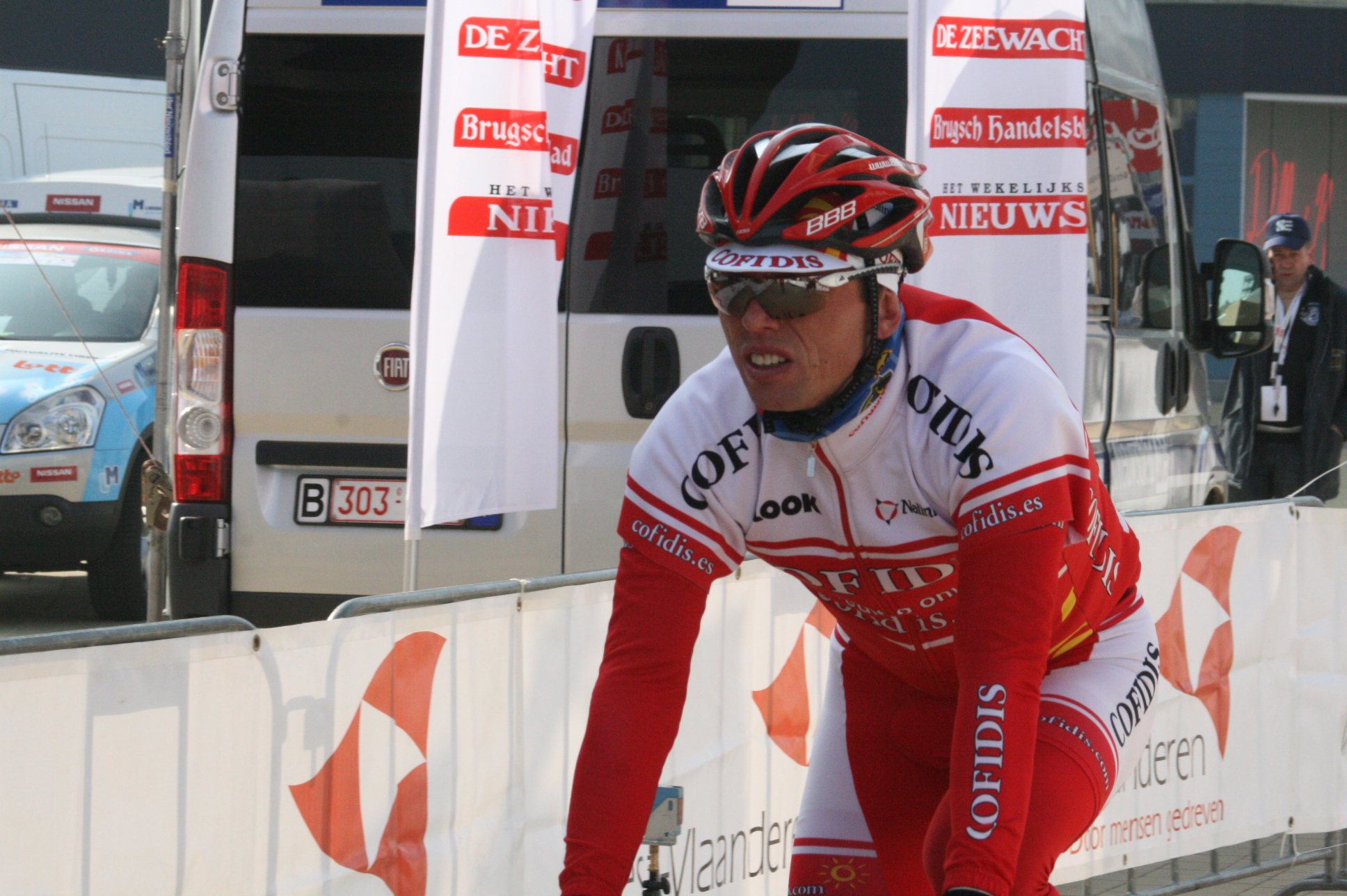
Nico Sijmens bei den Drei Tagen von Westflandern 2011

Nico Sijmens (* 1. April 1978 in Diest) ist ein ehemaliger belgischer Radrennfahrer.

## Werdegang
Nico Sijmens begann seine Karriere 2001 bei dem belgischen Radsportteam Vlaanderen-T Interim. 2003 feierte er seine ersten Erfolge mit zwei Etappensiegen bei der Österreich-Rundfahrt. Sein größter Erfolg war der Gewinn des Eintagesrennens GP Pino Cerami 2003. In der Saison 2005 gewann er die Hel van het Mergellands und später die Rothaus Regio-Tour, wodurch er die UCI Europe Tour 2005 auf dem zehnten Rang beendete. In den nächsten Jahren gewann er u. a. nochmals die Hel van het Mergelland und das Etappenrennen Rhône-Alpes Isère Tour. Sijmens beendet zweimal den Giro d’Italia und viermal die Vuelta a España. Nach Ende der Saison 2014 beendete er seine Laufbahn.

## Erfolge
2003
- zwei Etappen Österreich-Rundfahrt

2004
- GP Pino Cerami

2005
- Hel van het Mergellands
- Regio Tour

2006
- eine Etappe Tour de la Région Wallonne

2007
- Beverbeek Classic
- Hel van het Mergelland

2012
- eine Etappe Boucles de la Mayenne

2013
- Gesamtwertung und eine Etappe Rhône-Alpes Isère Tour

## Grand-Tour-Platzierungen
| Grand Tour            | 2004 | 2005 | 2006 | 2007 | 2008 | 2009 | 2010 | 2011 | 2012 | 2013 | 2014 |
| --------------------- | ---- | ---- | ---- | ---- | ---- | ---- | ---- | ---- | ---- | ---- | ---- |
| Giro d’ItaliaGiro     | 68   | −    | −    | −    | −    | −    | 104  | −    | −    | −    | −    |
| Tour de FranceTour    | −    | −    | −    | −    | −    | −    | −    | −    | −    | −    | −    |
| Vuelta a EspañaVuelta | −    | −    | −    | −    | −    | −    | 96   | 73   | 87   | 78   | −    |

## Teams
- 2001–2003 Vlaanderen-T Interim
- 2004–2006 Landbouwkrediet-Colnago
- 2007–2008 Landbouwkrediet-Tönissteiner
- 2009–2012 Cofidis, le Crédit en Ligne
- 2013 Cofidis, Solutions Crédits
- 2014 Wanty-Groupe Gobert